# رشم
رشم یک روستا در ایران است که در دهستان قهاب رستاق واقع شده‌است. رشم ۳۲۷ نفر جمعیت دارد.